# Ectobius nuba
Ectobius nuba är en kackerlacksart som beskrevs av Rehn, J. A. G. 1931. Ectobius nuba ingår i släktet Ectobius och familjen småkackerlackor.
Artens utbredningsområde är Sudan. Inga underarter finns listade i Catalogue of Life.